# Masiady
Masiady (lit. Mosėdis) – miasteczko na Litwie, położone w okręgu kłajpedzkim i w rejonie szkudzkim nad rzeką Bartawą. Liczy 1379 mieszkańców (2001). 

## Zabytki
- Kościół św. Michała Archanioła – późnobarokowy. Wzniesiony w 1783 przez plebana Franciszka Wirszewicza[3].
- Muzeum Głazów (Akmenų muziejus) – około 5 tysięcy głazów i 150 tysięcy mniejszych kamieni zebranych z inicjatywy Vaclovasa Intasa, lekarza i przyrodnika tworzy ekspozycję muzeum otwartego w 1979. Część jest eksponowana w pomieszczeniach starego, odbudowanego młyna, część na wystawie plenerowej[4].

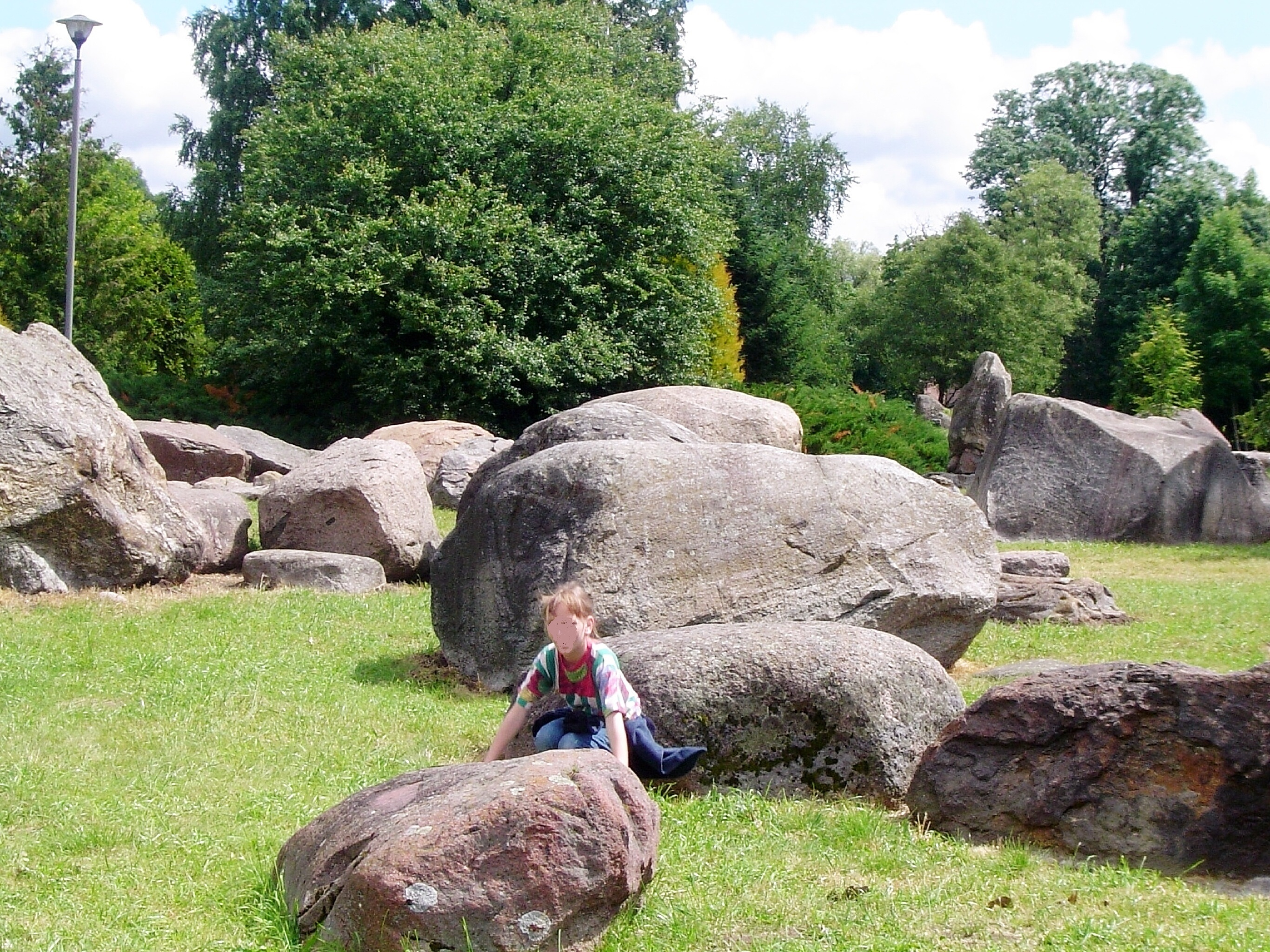
Na wystawie plenerowej w Muzeum Głazów